# Visual Analytics

Die Bandbreite von Visual Analytics

Visual Analytics ist ein interdisziplinärer Ansatz, der die Vorteile aus unterschiedlichen Forschungsgebieten verbindet. Das Ziel der Visual-Analytics-Methode ist, Erkenntnisse aus extrem großen und komplexen Datensätzen zu gewinnen. Der Ansatz kombiniert die Stärken der automatischen Datenanalyse mit den Fähigkeiten des Menschen, schnell Muster oder Trends visuell zu erfassen. Durch geeignete Interaktionsmechanismen können Daten visuell exploriert und Erkenntnisse gewonnen werden. Er wurde 2004 eingeführt und ein Jahr später in dem Buch "Illuminating the Path" beschrieben.

## Motivation

The visual analytics workflow. Based on D. A. Keim, J. Kohlhammer, G. P. Ellis, F. Mansmann: Mastering The Information Age - Solving Problems with Visual Analytics. Eurographics, 2010.

Die stetig wachsende Menge an zu verarbeitenden Daten hat dazu geführt, dass immer größere Speichermedien entwickelt wurden. Häufig wird die gesammelte Datenmenge für die spätere Verarbeitung allerdings weder gefiltert noch bereinigt, sondern als Rohdaten abgespeichert. Diese Daten sind für sich genommen nutzlos, können allerdings wichtige Informationen beinhalten. Mit Hilfe des Visual-Analytics-Ansatzes wird diese Datenflut elektronisch analysiert, wobei der Mensch stets Einfluss auf die automatisch generierten Ergebnisse hat. Mittels geeigneter interaktiver Visualisierungen kann der Mensch den Analyseprozess beliebig lenken. Im Gegensatz zur reinen Informationsvisualisierung werden dem Menschen also nicht nur Resultate präsentiert, sondern darüber hinaus wird ihm die Möglichkeit gegeben, in die Analyse einzugreifen und die Algorithmen zu beeinflussen.

## Prozess
Data: Heterogene Datenquellen müssen vor der visuellen oder automatischen Analyse zuerst vorverarbeitet werden (z. B. bereinigt, normalisiert etc.).
Models: Mit Hilfe von Data-Mining-Techniken werden Modelle der Originaldaten generiert, welche daraufhin zu Evaluationszwecken oder für weitere Verbesserungen visualisiert werden.
Visualization: Um die Modelle durch einen Benutzer zu überprüfen, werden Visualisierungen generiert, welche mit Interaktionstechniken für eine Analyse angereichert werden.
Die Vorgehensweise orientiert sich dabei an folgendem Paradigma:
„Analyse First – Show the Important – Zoom, Filter and Analyse Further – Details on Demand“
Dabei ist ein stetiger Wechsel zwischen visuellen und automatischen Vorgängen eine wichtige Eigenschaft des Visual-Analytics-Prozesses. Verfälschte Resultate können dadurch frühzeitig erkannt werden, um ein besseres und vertrauenswürdigeres Endergebnis zu erhalten.

## Anwendungsgebiete
Anwendungsbereiche, in denen große Mengen an Daten verarbeitet und visualisiert werden müssen, profitieren von Visual Analytics.
Das sind zum Beispiel:
1. Physik und Astronomie: Das Erkennen von unerwarteten Phänomenen in riesigen und dynamischen Datenströmen.
2. Katastrophenschutz: Die Analyse einer Notsituation, um geeignete Gegenmaßnahmen zu entwickeln, die helfen den Schaden einzugrenzen (Naturkatastrophen etc.).
3. Biologie und Medizin: Die Analyse großer Mengen an Bio-Daten (das menschliche Genom etc.).
4. Business-Intelligence: Analyse von Kundendaten.[4]
5. Policy Modeling und E-Government: Analyse von Daten zur politischen Entscheidungsfindung.[5]

## Forschungsbereiche
Die Forschung um Visual Analytics untersucht zahlreiche interdisziplinäre Aspekte von der Datenanalyse bis hin zur visuellen Wahrnehmung und Mensch-Computer Interaktion.
Diese sind zum Beispiel:
1. Data Mining und Knowledge Discovery in Databases: Analyse heterogener Daten[6]
2. Informationsvisualisierung: Computer basierte interaktive Visualisierung abstrakter Daten[7]
3. Intelligente und Adaptive Systeme: Systeme, die sich an die Kenntnisse und Fähigkeiten der Benutzer anpassen[8]
4. Visuelle Wahrnehmung: Forschung und Ergebnisse der menschlichen visuellen Fähigkeiten in Bezug zur Kognition, insbesondere der kognitiven Aufgaben zur Exploration und Analyse[9]
5. Usability und User Experience: Benutzungstauglichkeit (Gebrauchstauglichkeit) und Benutzungserlebnis in Bezug auf Verstehen und Erleben[10]

## Forschungseinrichtungen
- Pacific Northwest National Laboratory (PNNL)
- National Center for Visual Analytics (NCVA)
- Arbeitsgruppe Datenanalyse und Visualisierung, Universität Konstanz
- Forschungsgruppe Human-Computer Interaction und Visual Analytics (VIS)[11], Hochschule Darmstadt